# Sabine De Vos
Sabine De Vos (Gent, 20 juli 1967) is een Belgische presentatrice, schrijfster, stemactrice en ex-politica.

## Biografie
Sabine De Vos is als enig kind geboren in Gent en woonde tot haar vier jaar in Lochristi, waar haar ouders een slagerij uitbaatten. Daarna verhuisde ze naar Sint-Amandsberg, tot ze na haar studies op haar 22e het ouderlijk huis verliet.
Ze studeerde moderne talen (Nederlands, Frans, Spaans, Duits en Engels) aan het Koninklijk Atheneum Voskenslaan in Gent, waarna ze aan de Rijksuniversiteit Gent een licentiaat oosterse filologie behaalde als japanologe. Ze ging met een beurs modern Chinees studeren in de Taiwanese hoofdstad Taipei en reisde daarna met de rugzak door zuidelijk China, in een tijd dat buitenlanders daar nog een rariteit waren. Daarna volgde ze nog een postgraduaat Taalbeheersing en bedrijf aan de Gentse universiteit.
Tijdens haar studies woonde en werkte ze tijdens de vakanties in Marbella en op Gran Canaria in Spanje, leefde in kibboets Sdot Yam in Noord-Israël uit interesse in een geldloze maatschappij. Ze werkte er zij aan zij met Israëli's en andere jonge buitenlanders in de bananen- en avocadoplantages. Daarna reisde alleen ze alleen door naar Egypte. Ze begon op haar 14e met werken om zelfstandig te zijn en te kunnen reizen, tussen haar studies door.
Meteen na haar studies startte ze bij de toenmalige BRT (nu VRT) als presentatrice.
Sabine De Vos heeft twee zonen uit een vroegere relatie.

## Mediacarrière
In 1990, nog tijdens haar studies, nam De Vos – op aanraden van een vriend van de familie die regisseur was bij de BRT – deel aan de talentenjacht Sterrenwacht van de toenmalige BRT, gepresenteerd door Luc Appermont. Ze werd vierde en mocht een stemtest doen bij Radio 2, waarna ze meteen aan de slag mocht bij Gust De Coster, die later trouwde met en scheidde van Rani De Coninck; met haar zou De Vos later samenwerken: de twee presenteerden jarenlang op woensdagnamiddag Villa Musica. Wekelijks terugkerende gasten waren Herman Van Molle, Wendy Van Wanten en Karel Declercq. Na het vertrek van Gust De Coster bij Radio 2 volgden andere programma's die ze alleen presenteerde: De Goeie Kant op woensdagnamiddag, het intieme en interactieve Alle Mensen op dinsdagavond en het muziekverzoekprogramma Hoopjes Koopjes op zaterdag, telkens op verplaatsing. Sabine De Vos was en is op de zaterdagochtend ook vaak te gast bij De Zoete Inval en later bij De Raadkamer van Geena Lisa. In 2017 maakte ze bij Radio 2 een rubriek over buitenlandse Belgen in het zomerprogramma Frituur De Wereld.
In 1992 werd De Vos omroepster bij de toenmalige BRTN, waar ze Jo De Poorter verving. Een jaar later volgde het populaire vrijdagavondprogramma De Droomfabriek, samen met Bart Peeters en Rani De Coninck.
Naast De Droomfabriek presenteerde ze nog verschillende andere programma's: het ludieke panelprogramma Kemphanen, met onder andere Marcel Vanthilt, het dagelijkse zomerprogramma Reyersdijk, het huwelijk van (toen nog) prins Filip en prinses Mathilde d'Udekem d'Acoz samen met Rani De Coninck, de openingsshow van Kom Op Tegen Kanker met Stef Wauters, ze ging met alle Kampioenen op reis voor 10 jaar Kampioenen, gaf de punten voor België voor het Eurovisiesongfestival enzovoort. Ze was ook jarenlang reporter voor Vlaanderen Vakantieland en was te gast in talloze programma's, vaak als vast panellid, zoals Zeg eens euh! met Gert Verhulst, De drie wijzen met Kurt Van Eeghem, het ludieke panelprogramma Zo vader, zo Zoon, de De Nationale Test, waarbij ze de aflevering over EQ won, De Gouden Zeemeermin, de Belgische preselectie voor het Eurovisiesongfestival 1996, enzovoort. Ze was ook de vaste vervanger van Jo Depoorter voor het Nationale Loterij-programma Bingovision op zaterdagavond. Verder was ze te gast in de meest diverse programma's: Morgen Maandag bij Marc Uytterhoeven, het archiefprogramma Alles komt terug met diezelfde Marc Uytterhoeven en Rob Vanoudenhoven, Herexamen met Anja Daems, de quiz Mensenkennis met Geena Lisa, De Leukste Eeuw, Brussel Nieuwstraat met Walter Baele, de talkshows De laatste show en De zevende dag, de taalquiz Tien voor Taal, Het Groot Dictee der Nederlandse Taal, het muziekprogramma De Notenclub met Anja Daems, waarin het publiek voor het eerst een zingende Sabine De Vos hoorde, Het Parlement, en nog vele andere.
Op 17 november 2000 stopte ze met omroepen en in 2002 maakte ze de overstap naar de commerciële SBS-zender VT4 (nu Play4), waar ze twee jaar lang Spoorloos presenteerde, het toen meest bekeken programma op die zender. Daarin kon De Vos haar passies kwijt: reizen en verhalen, want de opzet was mensen wereldwijd terug samen te brengen. Daarna presenteerde ze nog een binnenlands reisprogramma voor families met kinderen.
Ze was ook vaak te gast op VTM, onder andere in De Vliegende Doos van Bart Peeters, als zijn zingende holbewonersvrouw, en in veel andere programma's.
Daarna was ze als presentatrice te zien op Vitaya met de reeks Alternatief gezond waarin ze verschillende alternatieve geneeswijzen uitprobeerde. Toen ze voor Vitaya reisreportages wilde gaan draaien, kreeg ze het verdict baarmoederhalskanker. Na haar herstel legde ze zich toe op haar gezin en haar tweede passie: schrijven.
In de privésector wordt De Vos nog steeds een gevraagd als meertalige presentatrice voor debatten, concerten en bedrijfsevenementen in binnen- en buitenland. Zo presenteerde ze de Night of the Proms met Carl Huybrechts en een Dag Allemaal-feest met Gert Verhulst voor een uitverkocht Antwerps Sportpaleis, was ze jarenlang de gastvrouw van het Film Fest Gent, voor banken, Sabam, boekvoorstellingen en interviews op de Antwerpse Boekenbeurs enzovoort.

## Varia
De Vos zong in de hardrockband The Few in Gent, kort bij The Dinky Toys, bij de LSP Band, in de Notenclub enzovoort.
Ze was ook jarenlang meter van de Belgische Improvisatie Liga, samen met Rob Vanoudenhoven.
Al sinds de oprichting ervan, is De Vos vrijwillig ambassadrice van de ngo Cunina uit Geel, die in meerdere ontwikkelingslanden kinderen op schoolbanken zet via een systeem van maandelijks peetouderschap en langetermijn-partnerschappen met bedrijven. Ze doet dat samen met Luc Appermont, Nathalie Meskens, Natalia en Wouter Torfs. Ze reisde al vaak mee met cameraploegen en als journaliste. Haar verslagen voor Dag Allemaal lagen aan de basis van haar eerste boek.

## Schrijfster
Het werk voor Dag Allemaal bracht uitgeverij The House of Books op een idee: ze vroegen De Vos om voor kinderen "hier" een boek te schrijven over kinderen uit derdewereldlanden. In 1997 verscheen zo Godin van de wieg. Het boek is later heruitgegeven met twee nieuwe verhalen als In Amerika draagt iedereen schoenen. Haar tweede boek volgde een jaar later, De andere wereld. Dat werd het eerste van een reeks avonturenromans voor 9+ over Remi en Lamya, die samen met zes Levende Doden avonturen beleven. De andere boeken uit de reeks zijn De blauwe tempel, Het verloren hoofd, Het omgekeerde land en de Onderwatervulkanen. Voor 4+ schreef ze twee prentenboeken over Oscar, die ervan overtuigd is dat zijn beste vriend op Mars woont, om kleintjes spelenderwijs ons zonnestelsel te leren kennen en een raket te leren maken: Mijn beste vriend woont op Mars en Ik vlieg naar Mars. Voor kinderen volgde voor uitgeverij Abimo in 2017 het sprookjes- en legendeboek En toen zei de draak, met 30 onbekende wereldsprookjes en tekeningen van Emilie Lauwers, met wie De Vos al vaker samenwerkte. Samen met kunstenaar Roger Raveel schreef ze in 2012 het boek Dag meester Raveel, voor uitgeverij Ballon Media, om kinderen van 9+ de wereld van de kunsten te leren kennen en hen aan te moedigen te durven creatief zijn, en hoe dat dan wel werkt in het hoofd van een succesvolle kunstenaar. Ze schreef ook een tiental leesboekjes voor een scholenreeks voor uitgeverij Die Keure, waarvoor ze jarenlang ook de poëzieprijs De Gouden Kameleon uitreikte.
Voor volwassenen schreef ze in 2009 eerst de roman 23 augustus, over een jonge vrouw die in de laatste dagen van haar leven terugblikt op het moederschap, vriendschap en (foute) relaties. Daarna volgden in 2013 het journalistieke Traliemama's, waarvoor ze in diverse gevangenissen met gedetineerden, personeel, psychologen en directies ging praten, en het verhaal van de 'traliemama's' zelf neerschreef. Het boek is meermaals herdrukt. Ze maakte samen met Ann Ceurvels en Annemie Peeters op vraag van uitgeverij Bronzen Huis als tussendoortje de erotische roman Hoge hakken. Als ambassadrice van Cunina schreef ze de biografie van oprichtster Sophie Vangheel, die ze van nabij had meegemaakt. Het is tevens een ode aan de vrouw, met overdenkingen en reisverhalen. De titel is Moeder van 12 000 kinderen. In 2018 schreef ze Het K-boek, vol tips, informatie en praktische uitleg voor alle betrokkenen bij kanker, met aanwijzingen voor gezond leven en in het leven staan.
Ook zetelde ze in de jury van de kinderenschrijfwedstrijden met onder andere Bart Moeyaert en in de beurzencommissie Literatuur van Sabam.
De Vos is een gesubsidieerd auteur en geeft met zo goed als alle boeken lezingen.

## Stemacteur en animatie
De Vos leent haar stem aan reclame, antwoordapparaten, audiogidsen van musea en tentoonstellingen, animatiereeksen en -films, e-learning enzovoort, zowel in studio's als in haar eigen thuisstudio. Ze werkt ook als stemregisseur, onder andere voor de Ketnetreeks Zoom, de witte dolfijn, waar ze ook een van de rollen insprak. Ze was de stem van de mama van Paddington in de gelijknamige films, de vertelstem en alle andere stemmen in de audio-cd Oliver, over Oliver Twist, maar bijvoorbeeld ook de Engelstalige stem van Mata Hari voor het Spy Museum in Washington DC, en vele vele andere.
Ze bedenkt, maakt en schrijft zelf ook animatie. Samen met kunstenares Sabine Martens bedacht ze Ray & Ruby, een 3D-animatiereeks over een muizentweeling die in een kasteel woont waar de graaf hen liever kwijt dan rijk is. De reeks krijgt steun van Ketnet en het Vlaams Audiovisueel Fonds, en wordt gemaakt door het internationaal gereputeerde Gentse animatiebureau Creative Conspiracy.
In 2022 was ze geselecteerd voor het Animafestival met haar eerste animatiekortfilm [Bobonnekoekjes, die gemaakt werd door Frits Standaert en La Boite Productions in Frankrijk. Emilie Lauwers stond in voor de grafische beeldvorming. De film toert in Frankrijk in België.

## Politiek
Van 2000 tot 2012 was Sabine De Vos actief in de gemeentepolitiek van haar woonplaats Sint-Martens-Latem voor Vld+. Ze zetelde de eerste zes jaar als onafhankelijk gemeenteraadslid waarna ze in 2006 verkozen werd tot onafhankelijke, vierde schepen met als bevoegdheden onderwijs, milieu en leefbaarheid, gezin en ontwikkelingssamenwerking. In 2012 deed ze uit eigen keuze niet opnieuw mee aan de verkiezingen.